# Magglio Ordóñez
Artikeln följer den spanska namnseden; faderns efternamn är Ordóñez och moderns efternamn Delgado.

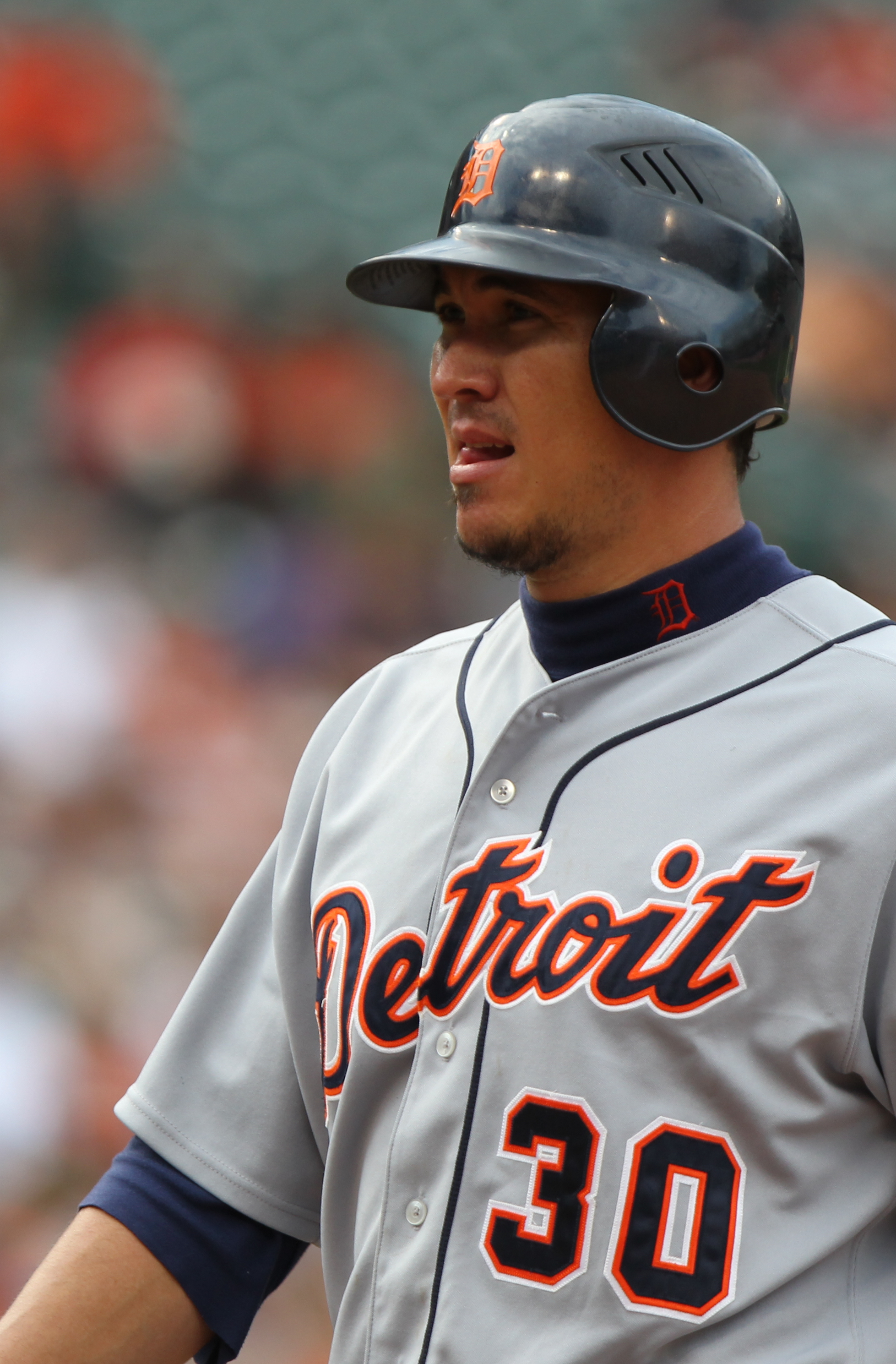
Magglio Ordóñez, 2011.

Magglio José Ordóñez Delgado, född 28 januari 1974 i Caracas, är en venezuelansk före detta professionell basebollspelare som spelade som rightfielder för Chicago White Sox och Detroit Tigers i Major League Baseball (MLB) mellan 1997 och 2011.
Han vann tre Silver Slugger Award.
Efter spelarkarriären har han bland annat varit verksam inom lokalpolitiken i Venezuela och som delägare av den venezuelanska professionella basebollklubben Caribes de Anzoátegui i Liga Venezolana de Béisbol Profesional (LVBP).